# Wilhelm Kiesselbach
Wilhelm Kiesselbach (Hanau, 1º dicembre 1839 – Erlangen, 4 agosto 1902) è stato un medico tedesco.
Dal 1859 studiò medicina presso le università di Göttingen, Marburg e Tubinga. Nel 1877/78 lavorò come assistente con Wilhelm Olivier Leube nel policlinico dell'Università di Erlangen. Nel 1880 ottenne la sua abilitazione e nel 1888 divenne professore associato. Fu direttore di otorinolaringoiatria presso la clinica universitaria di Erlangen dal 1889 al 1902.

## Opere
- Untersuchungen über die Anatomie des Schläfenbeins.
- Galvanische Reizung des Nervus acusticus
- Nasenbluten.
- Zur Histologie der Ohrpolypen.
- Über Beziehungen zwischen Acusticus und Trigeminus.

| Controllo di autorità | VIAF (EN) 1103572 · GND (DE) 129886971 |